# Monte Mirador
Monte Mirador es una montaña en la Cordillera Central, situada en la isla de Luzón al norte del país asiático de Filipinas.
El pico está situado en el centro del Parque forestal nacional de Quezón, cerca de la ciudad de Atimonan, en la provincia de Quezón.
El monte Mirador es uno de los picos más altos del parque. Desde su cima se puede ver toda la amplitud de la isla de Luzón, y tiene una vista de Manila situada a 165 kilómetros (103 millas) de distancia.